# 岳临高速公路
岳临高速公路，是许广高速公路的湖南段，亦称“京港澳高速公路复线湖南段”（公路编号为國家高速G0421和湘高速S61），是一条自湖南省境内岳阳始至临武结束的高速公路。
该公路北起鄂界的岳阳市荆岳长江公路大桥，止于宜章县黄沙镇。呈南北纵向，位于京港澳高速公路西侧，几乎与京港澳高速公路平行，主要承载分流京港澳高速公路负荷功能，列湖南高速公路规划的“五纵七横”的“第三纵”。按照工程建设与管理，分为随岳湖南段、岳潭（含长湘）、潭衡和衡武四段，主线总长539公里，概算投资359亿元，主线采用双向4或6车道，全线已于2018年9月29日通车。

## 分段介绍
潭岳段
潭岳高速公路为岳阳县至湘潭市雨湖区路段，全长174.56公里。起于岳阳县昆山乡接随岳高速，途径汨罗市、湘阴县、长沙市望城区与岳麓区，止于湘潭市雨湖区姜畲镇接潭衡高速。路面为双向六车道，设计时速120公里，路基宽度34.5米。2008年12月30日开工，投资140亿元，2018年9月29日正式通车。
潭衡西线
潭衡西线高速公路为湘潭市雨湖区至衡南县路段，主线全长141.4公里，起于湘潭市雨湖区姜畲镇接岳潭段，与沪昆高速公路互通，途径衡山县、衡阳县、蒸湘区，止于衡南县铁市接衡武段，与泉南高速公路互通，另建有29.7公里连接线。全线设塔岭、泉塘子、杨嘉桥、射埠、回龙桥、白果、东湖、石市、杉桥、二塘、铁市11处互通立交，湘潭西、杨嘉桥、射埠、回龙桥、白果、东湖、石市、衡阳蒸湘8个收费站，为双向四车道，设计时速100公里，路基宽26米。工程于2006年动工，2011年9月30日通车，总投资90多亿元。
衡武段
衡武高速公路为衡南县至临武县路段，北连潭衡段，止于宜章县黄沙镇，与宜凤高速公路相接。主线全长202.7公里，与之共线5.37公里。整个路段跨越衡阳、郴州和永州三地级市辖域的衡南、常宁、桂阳、嘉禾、临武、宜章和新田7个县市。路段主线为双向六车道标准，设计时速100公里，路基宽度33.5米；工程概算总投资166亿元，2008年12月30日开工建设，2012年12月24日通车。

## 链接
- 湖南省交通厅